# Micraroter
Micraroter erythrogeios es un género y especie extintos de lepospóndilo (perteneciente al grupo Microsauria) que vivió a comienzos del período Pérmico en lo que hoy son los Estados Unidos.